# Giovanni Aldini
Giovanni Aldini (Bologna, 16 aprile 1762 – Milano, 17 gennaio 1834) è stato un fisico e fisiologo italiano.
Proseguì lo studio dell'elettricità animale dello zio Luigi Galvani, divulgandone l'opera.
Svolse inoltre studi su fari e dispositivi di sicurezza antincendio, e applicò metodi di elettroterapia per la riabilitazione di pazienti con disordini mentali (riportando la completa riabilitazione dei pazienti, a seguito di stimolazione elettrica transcraniale), anticipando le metodiche elettroterapeutiche del secolo successivo.
Molti dei suoi esperimenti condotti con parti di animali e cadaveri (decapitati e non), fecero scalpore all'epoca, provocando stupore e sbigottimento: i suoi esperimenti potrebbero avere ispirato Mary Shelley nella scrittura del romanzo Frankenstein o il moderno Prometeo.

## Biografia

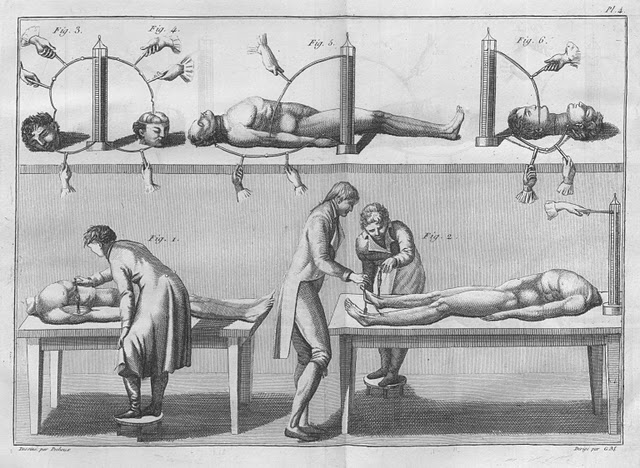
Illustrazione degli esperimenti di Giovanni Aldini su cadaveri.

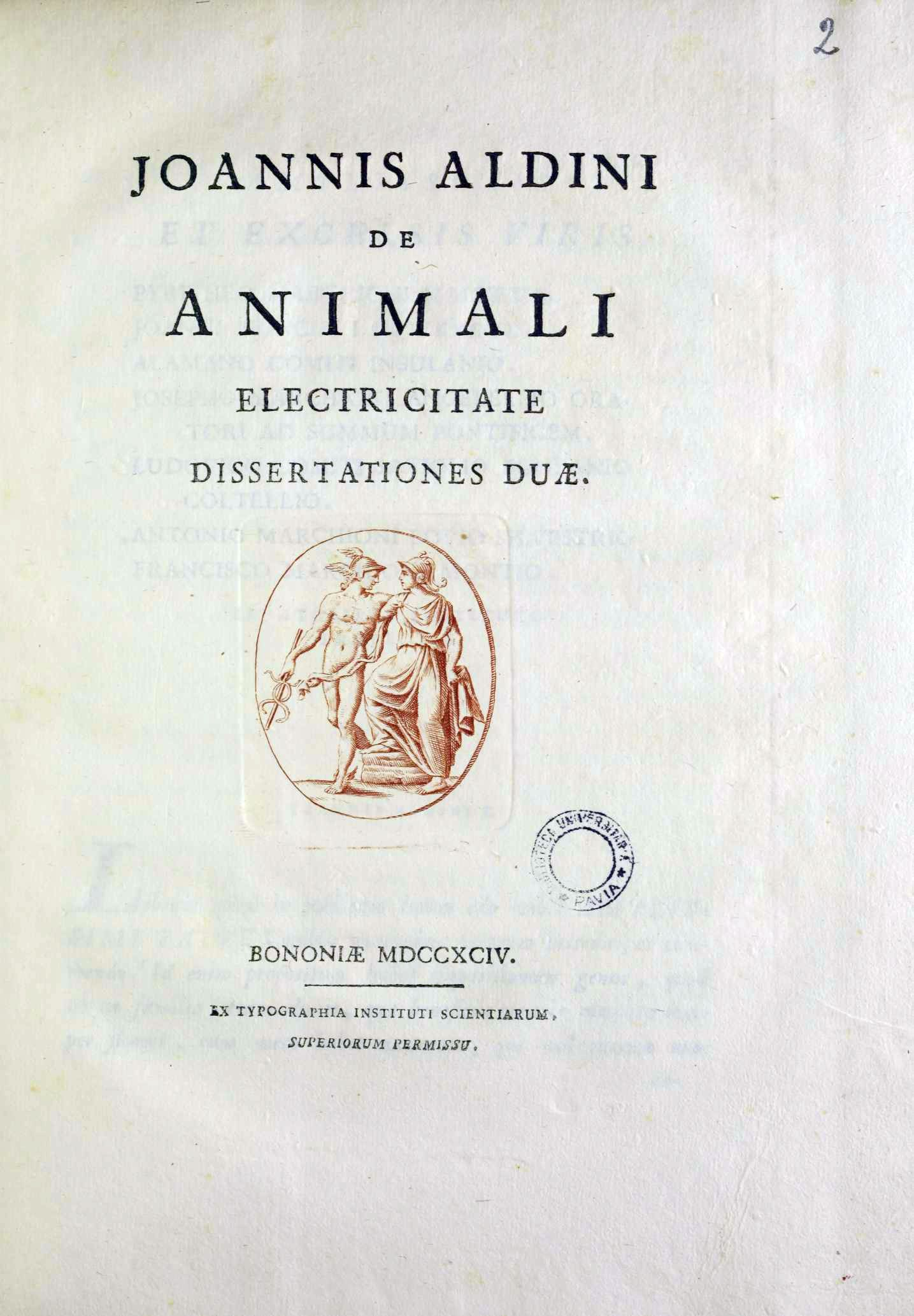
De animali electricitate, 1794

Figlio di Giuseppe Aldini, docente di diritto all'Università, e fratello di Antonio Aldini. Sua madre, Caterina Galvani, era sorella del celebre fisico e fisiologo Luigi Galvani. Conseguì la laurea in Fisica a Bologna nel 1782, elogiando suo zio con un'orazione latina durante il suo discorso di laurea.
Subito dopo la laurea, iniziò a lavorare presso il laboratorio che suo zio Galvani aveva allestito nella propria abitazione, all'interno di un gruppo di scienziati del quale facevano parte anche Lucia Galeazzi, moglie di Galvani, e Camillo Galvani, altro nipote di Galvani. Partecipò alla controversia Galvani-Volta, e anzi, a differenza dello zio Luigi Galvani, piuttosto restio al confronto pubblico, Giovanni Aldini si dimostrò il maggiore divulgatore del galvanismo, tanto che il dibattito che tale controversia al tempo era percepita tra Aldini e Volta. Aldini aiutò inoltre Galvani nella preparazione dello scritto anonimo "Trattato dell’arco conduttore", che rappresenta la risposta alle critiche di Volta.
Insegnò fisica sperimentale presso l'Università di Bologna dal 1798, dove prese il posto del suo maestro Sebastiano Canterzani. Incentrò i suoi studi sulle applicazioni dell'elettricità in campo medico e sull'illuminazione, sviluppando la costruzione e il miglioramento di fari e dispositivi di sicurezza antincendio, perfezionando la lampada di sicurezza di Davy e ideando un vestito ignifugo per la lotta antincendio, costituito da uno strato in amianto e un secondo strato in rete metallica, proponendo inoltre dei metodi per la lavorazione dell'amianto, innovativi per quel tempo.
Nel 1803 pubblicò a Londra uno studio sul galvanismo intitolato An account of the late improvements in Galvanism, nel quale asserisce che in determinate condizioni sarebbe possibile riportare in vita un cadavere mediante stimoli elettrici, una teoria che troverà poi spazio nel romanzo Frankenstein, di Mary Shelley.
Partendo dagli esperimenti di Galvani sulle rane, Aldini svolse prove anche su animali più grandi delle rane, come pecore, maiali, mucche e buoi, provocandone movimenti spasmodici della testa, degli occhi e della lingua. Sempre mediante stimoli elettrici, durante i suoi spettacoli, induceva movimenti spasmodici ai muscoli facciali, alle braccia e alle gambe di esseri umani e di animali. Alcuni dei suoi studi possono essere collegati al cardiocentrismo.
Scrisse numerosi trattati in varie lingue, tra le quali l'inglese ed il francese, oltre che il latino, che nel XVIII secolo era la lingua della comunità scientifica internazionale.
Il 10 luglio 1801 divenne socio dell'Accademia delle scienze di Torino. Dal 1807 ricoprì la carica di consigliere del Consiglio di Stato di Milano, lasciando la cattedra all'Università di Bologna.
Con i suoi studi perseguiva l'obiettivo di riportare in vita i morti, ma in quasi tutta l'Europa i condannati a morte venivano decapitati. Allora si spostò a Londra nel 1803, in quanto paese più vicino dove vigeva la condanna a morte per impiccagione. Nelle carceri trovò un uomo che definiva ideale per i suoi esperimenti: George Forster, accusato di aver ucciso moglie e figlia e in attesa di verdetto. Sembrerebbe che Aldini abbia comprato i giudici per ottenere l'impiccagione dell'uomo. Entrato in possesso del corpo, lo scienziato eseguì un esperimento pubblico davanti una folla di dottori e curiosi, utilizzando una grande pila di Volta (contenente 100 dischi di zinco e altrettanti di rame) e collegandola elettricamente con due aste alla bocca e all'orecchio del cadavere. Come risultato, "la mascella cominciò a tremare, i muscoli adiacenti erano orribilmente contorti e l'occhio sinistro si aprì davvero". Spostando una delle aste al retto del cadavere, i movimenti si accentuarono al punto da sembrare che si stesse rianimando e ricominciando a respirare.

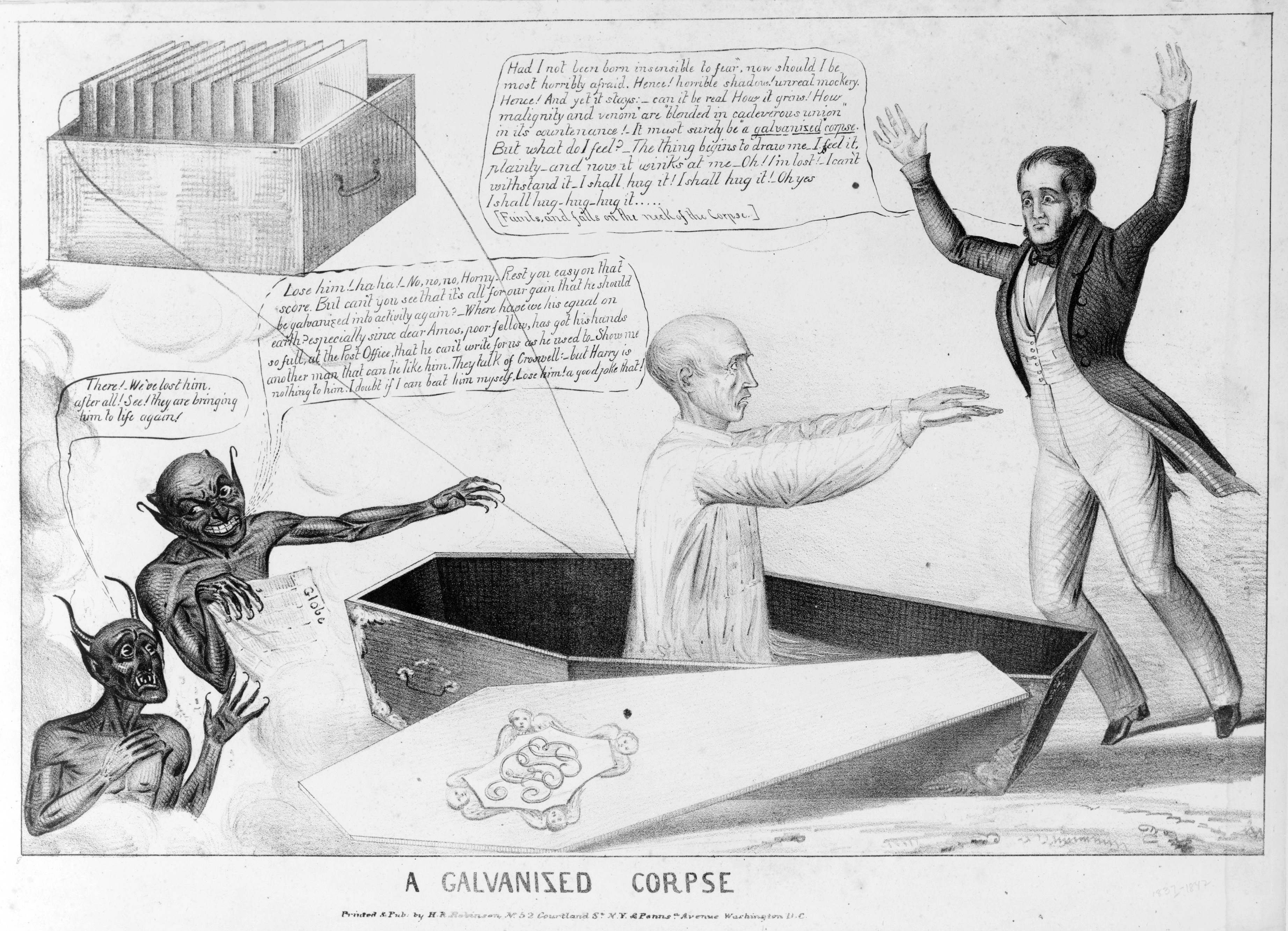
Vignetta umoristica su Giovanni Aldini.

Alla sua morte, a seguito dei lasciti testamentari suoi, nella forma del suo gabinetto scientifico, e dell'economista e matematico Luigi Valeriani, che donò un cospicuo patrimonio, fu istituito nel 1844 l'Istituto tecnico industriale Aldini Valeriani  dal comune di Bologna.

## Opere
- De viribus electricitatis in motu musculari commentarius cum I. A. dissertatione et notis, Modena, 1792.
- (LA) De animali electricitate, Bologna, Stamperia dell'Instituto delle Scienze (Bologna), 1794.
- (EN)  An account of the late improvements in galvanism, with a series of curious and interesting experiments performed before the commissioners of the French National Institute, and repeated lately in the anatomical theatres of London, to which is added an appendix containing experiments on the body of a malefactor executed at Newgate, and dissertations on animal electricity, 1793 and 1794, Cuthell & Martin and J. Murray, London 1803.
- (FR)  Précis des expériences galvaniques faites récemment à Londres et à Calais par Jean Aldini […], suivi d’un extrait d’autres expériences, détaillées dans un ouvrage du même auteur, et qui ont été publiées à Londres par M. Nicholson, Levrault et Barrau, Parigi 1803.
- (FR)  Essai théorique et expérimental sur le galvanisme, avec une série d’expériences faites devant des commissaires de l’Institut national de France, et en divers amphithéâtres anatomiques de Londres, Fournier Fils, Parigi 1804.
- Osserv. sul flusso del mare, Bologna 1811.
- Sperienze sulla leva idraulica, Bologna 1811.
- Saggio esperimentale sull'esterna applicazione del vapore all'acqua dei bagni e delle filande a seta, Milano 1818.
- (FR)  Recherche expérimentales sur l’application extérieure de la vapeur pour échauffer l’eau dans la filature de la soie, Huzard, Parigi 1819.
- General views on the application of galvanism to medical purposes principally in cases of suspended animation, London 1819.
- Memoria sulla illuminazione a gas dei teatri, e progetto di applicarla all I. R. Teatro della Scala in Milano, Società tipografica classici Italiani, Milano 1820.
- Saggio di osservazioni sui mezzi atti a migliorare la costruzione e l’illuminazione dei fari, Società tipografica classici Italiani, Milano 1823.
- (FR)  Art de se préserver de la flamme, appliqué aux pompiers et à la conservation des personnes exposées au feu; avec une série d’expériences faites en Italie, à Genève et à Paris par M. le Chevalier Aldini, Huzard, Parigi 1830.